# Liste jüdischer Friedhöfe in Finnland
Die Liste jüdischer Friedhöfe in Finnland gibt einen Überblick zu jüdischen Friedhöfen (Juutalainen hautausmaa) in Finnland. Die Sortierung erfolgt alphabetisch nach den Ortsnamen.

## Liste der Friedhöfe
| Bezeichnung                 | Bild           | Ort             | Weitere Informationen |
| --------------------------- | -------------- | --------------- | --------------------- |
| Jüdischer Friedhof Hamina   | weitere Bilder | Hamina (Lage)   | siehe                 |
| Jüdischer Friedhof Helsinki | weitere Bilder | Helsinki (Lage) | siehe                 |
| Jüdischer Friedhof Turku    | weitere Bilder | Turku (Lage)    | siehe                 |